# Équipe du Cameroun des moins de 20 ans de football
Maillots
L'équipe du Cameroun de football des moins de 20 ans ou U20 est constituée par une sélection des meilleurs joueurs camerounais de moins de 20 ans sous l'égide de la Fédération camerounaise de football (Fecafoot).

## Palmarès
- Coupe d'Afrique des nations junior :
  -   : 1995
  -   : 1981, 1993, 2009, 2011
  -   : 1999

- Jeux de la Francophonie :
  -  : 2023
  -   : 1997

- UNIFFAC U20 :
  -   : Vainqueur en 2020[1]

## Compétition international
- Coupe du monde des moins de 20 ans :

| Année | Résultat              | MJ                    | V                     | N                     | D                     | BP                    | BC                    |                       |
| ----- | --------------------- | --------------------- | --------------------- | --------------------- | --------------------- | --------------------- | --------------------- | --------------------- |
| 1977  | Non qualifiée         | Non qualifiée         | Non qualifiée         | Non qualifiée         | Non qualifiée         | Non qualifiée         | Non qualifiée         | Non qualifiée         |
| 1979  | Non qualifiée         | Non qualifiée         | Non qualifiée         | Non qualifiée         | Non qualifiée         | Non qualifiée         | Non qualifiée         | Non qualifiée         |
| 1981  | Phase de groupes      | 3                     | 0                     | 1                     | 2                     | 3                     | 6                     |                       |
| 1983  | Non qualifiée         | Non qualifiée         | Non qualifiée         | Non qualifiée         | Non qualifiée         | Non qualifiée         | Non qualifiée         | Non qualifiée         |
| 1985  | Non qualifiée         | Non qualifiée         | Non qualifiée         | Non qualifiée         | Non qualifiée         | Non qualifiée         | Non qualifiée         | Non qualifiée         |
| 1987  | Non qualifiée         | Non qualifiée         | Non qualifiée         | Non qualifiée         | Non qualifiée         | Non qualifiée         | Non qualifiée         | Non qualifiée         |
| 1989  | Non qualifiée         | Non qualifiée         | Non qualifiée         | Non qualifiée         | Non qualifiée         | Non qualifiée         | Non qualifiée         | Non qualifiée         |
| 1991  | Non qualifiée         | Non qualifiée         | Non qualifiée         | Non qualifiée         | Non qualifiée         | Non qualifiée         | Non qualifiée         | Non qualifiée         |
| 1993  | Phase de groupes      | 3                     | 1                     | 0                     | 2                     | 4                     | 5                     |                       |
| 1995  | Quarts de finale      | 4                     | 2                     | 1                     | 1                     | 6                     | 6                     |                       |
| 1997  | Non qualifiée         | Non qualifiée         | Non qualifiée         | Non qualifiée         | Non qualifiée         | Non qualifiée         | Non qualifiée         | Non qualifiée         |
| 1999  | Huitièmes de finale   | 4                     | 2                     | 0                     | 2                     | 8                     | 9                     |                       |
| 2001  | Non qualifiée         | Non qualifiée         | Non qualifiée         | Non qualifiée         | Non qualifiée         | Non qualifiée         | Non qualifiée         | Non qualifiée         |
| 2003  | Non qualifiée         | Non qualifiée         | Non qualifiée         | Non qualifiée         | Non qualifiée         | Non qualifiée         | Non qualifiée         | Non qualifiée         |
| 2005  | Non qualifiée         | Non qualifiée         | Non qualifiée         | Non qualifiée         | Non qualifiée         | Non qualifiée         | Non qualifiée         | Non qualifiée         |
| 2007  | Non qualifiée         | Non qualifiée         | Non qualifiée         | Non qualifiée         | Non qualifiée         | Non qualifiée         | Non qualifiée         | Non qualifiée         |
| 2009  | Phase de groupes      | 3                     | 1                     | 0                     | 2                     | 3                     | 7                     |                       |
| 2011  | Huitièmes de finale   | 4                     | 1                     | 2                     | 1                     | 3                     | 3                     |                       |
| 2013  | Non qualifiée         | Non qualifiée         | Non qualifiée         | Non qualifiée         | Non qualifiée         | Non qualifiée         | Non qualifiée         | Non qualifiée         |
| 2015  | Non qualifiée         | Non qualifiée         | Non qualifiée         | Non qualifiée         | Non qualifiée         | Non qualifiée         | Non qualifiée         | Non qualifiée         |
| 2017  | Non qualifiée         | Non qualifiée         | Non qualifiée         | Non qualifiée         | Non qualifiée         | Non qualifiée         | Non qualifiée         | Non qualifiée         |
| 2019  | Non qualifiée         | Non qualifiée         | Non qualifiée         | Non qualifiée         | Non qualifiée         | Non qualifiée         | Non qualifiée         | Non qualifiée         |
| 2021  | Non qualifiée. Annulé | Non qualifiée. Annulé | Non qualifiée. Annulé | Non qualifiée. Annulé | Non qualifiée. Annulé | Non qualifiée. Annulé | Non qualifiée. Annulé | Non qualifiée. Annulé |
| 2023  | Non qualifiée         | Non qualifiée         | Non qualifiée         | Non qualifiée         | Non qualifiée         | Non qualifiée         | Non qualifiée         | Non qualifiée         |
| 2025  | Non qualifiée         | Non qualifiée         | Non qualifiée         | Non qualifiée         | Non qualifiée         | Non qualifiée         | Non qualifiée         | Non qualifiée         |
| Total | 6/25                  | 21                    | 7                     | 4                     | 10                    | 28                    | 36                    |                       |

- Coupe d'Afrique des nations de football des moins de 20 ans :

| Année             | Résultat                  | J   | G  | N  | P  | Bp  | Bc |
| ----------------- | ------------------------- | --- | -- | -- | -- | --- | -- |
| Aller-retour 1979 | 2e Tour                   | 2   | 0  | 1  | 1  | 1   | 3  |
| Aller-retour 1981 | Finaliste                 | 6   | 5  | 1  | 2  | 13  | 7  |
| Aller-retour 1983 | Quart de final            | 4   | 2  | 0  | 2  | 6   | 6  |
| Aller-retour 1985 | Quart de final            | 4   | 2  | 0  | 2  | 9   | 5  |
| Aller-retour 1987 | 1er Tour                  | 2   | 1  | 0  | 1  | 2   | 3  |
| Aller-retour 1989 | 1er Tour                  | 2   | 1  | 0  | 1  | 1   | 2  |
| 1991              | Phase de groupe           | 4   | 2  | 2  | 0  | 7   | 2  |
| 1993              | Finaliste                 | 7   | 5  | 0  | 2  | 12  | 4  |
| 1995              | Champion                  | 6   | 4  | 1  | 1  | 15  | 6  |
| 1997              | 2e Tour                   | 2   | 1  | 0  | 1  | 3   | 5  |
| 1999              | Troisième                 | 9   | 5  | 3  | 3  | 11  | 8  |
| 2001              | Phases de groupe          | 6   | 3  | 2  | 2  | 9   | 8  |
| 2003              | 2e Tour                   | 4   | 1  | 2  | 1  | 6   | 2  |
| 2005              | 2e Tour                   | 2   | 1  | 0  | 1  | 2   | 2  |
| 2007              | Phase de groupe           | 7   | 4  | 0  | 3  | 10  | 6  |
| 2009              | Finaliste                 | 8   | 6  | 2  | 1  | 12  | 3  |
| 2011              | Finaliste                 | 7   | 5  | 3  | 1  | 13  | 5  |
| 2013              | 2e Tour                   | 4   | 2  | 1  | 1  | 6   | 5  |
| 2015              | 3e Tour                   | 4   | 1  | 2  | 1  | 4   | 4  |
| 2017              | Phase de groupe           | 7   | 2  | 1  | 3  | 11  | 7  |
| 2019              | 3e Tour                   | 4   | 1  | 1  | 2  | 2   | 5  |
| 2021              | Quart de final            | 6   | 5  | 2  | 0  | 14  | 4  |
| 2023              | (Phase de groupe Unnifac) | 3   | 0  | 2  | 1  | 7   | 2  |
| 2025              | (Demi-final Unnifac)      | 2   | 2  | 1  | 0  | 8   | 2  |
| Total             | 13/25                     | 112 | 60 | 27 | 33 | 164 | 98 |

## Entraîneurs
- Yvan Kenmoe 2022-2024
- Christophe Ousmanou 2021-2022
- Cyprian Besong Ashu 2016-2017
- Bertin Ebwellé 2015-2018
- Martin Mpile Ndtoungou 2011-2015
- Alain Wabo 2007-2010
- Bertin Ebwellé 2006-2011
- Ikouam Gweha 1998-1999
- Jean Manga Onguene 1992-1995
- Radivoje Ognjanović 1981-1982
- Christophe Ousmanou 1980-1981

## Effectif
Effectif lors de la Coupe d'Afrique des nations junior 2011
| Sélectionneur             | Martin Mpile Ndtoungou | Martin Mpile Ndtoungou | Martin Mpile Ndtoungou |
| Nom                       | Date de naissance      | Sélections (buts)      | Club                   |
| Thierry Tangouatio        | 4 mai 1992             |                        | Sable Batié            |
| Eric Nyatchou             | 3 juin 1991            |                        | RC Strasbourg          |
| Ambroise Oyongo           | 22 juin 1991           |                        | Cotonsport Garoua      |
| Yaya Banana               | 29 juillet 1991        |                        | FC Sochaux             |
| Ghislain Mvom             | 22 octobre 1992        |                        | Astres FC              |
| Idriss Nguessi            |                        |                        | Etoa Meki FC           |
| Edgar Salli               | 17 août 1992           |                        | AS Monaco              |
| Emmanuel Mbongo           |                        |                        | Cotonsport Garoua      |
| Frank Ohandza             |                        |                        | Buriram PEA FC         |
| Jacques Haman             |                        |                        | Cotonsport Garoua      |
| Christian Toko            |                        |                        | Renaissance de Ngoumou |
| Franck Kom                |                        |                        | Panthère du Ndé        |
| Serge Tchana              |                        |                        | Torre Levante CF       |
| Yazid Atouba              |                        |                        | Canon Yaoundé          |
| Yann Songo'o              | 17 novembre 1991       |                        | Real Sarragosse        |
| Jean Efala                |                        |                        | Fovu Baham             |
| Vincent Bikana            | 26 février 1992        |                        | Neuchâtel Xamax FC     |
| Alain Bati                | 5 janvier 1994         |                        | Villarreal CF          |
| Jean Jaurès Moneye Mengue | 29 septembre 1992      |                        | Okoa FC                |
| Eric Ngana                |                        |                        | Renaissance de Ngoumou |
| Alexandre Nsangue         |                        |                        | Union Douala           |
| Clarence Bitang           |                        |                        | Astre FC               |

## Ancien joueurs
- Albert Baning
- Augustine Simo
- Charley Fomen
- Jacques Zoua
- Brice Owona
- Germain Tiko Messina
- Benjamin Moukandjo
- Georges Mandjeck
- Modeste M'Bami